# Плавательный бассейн

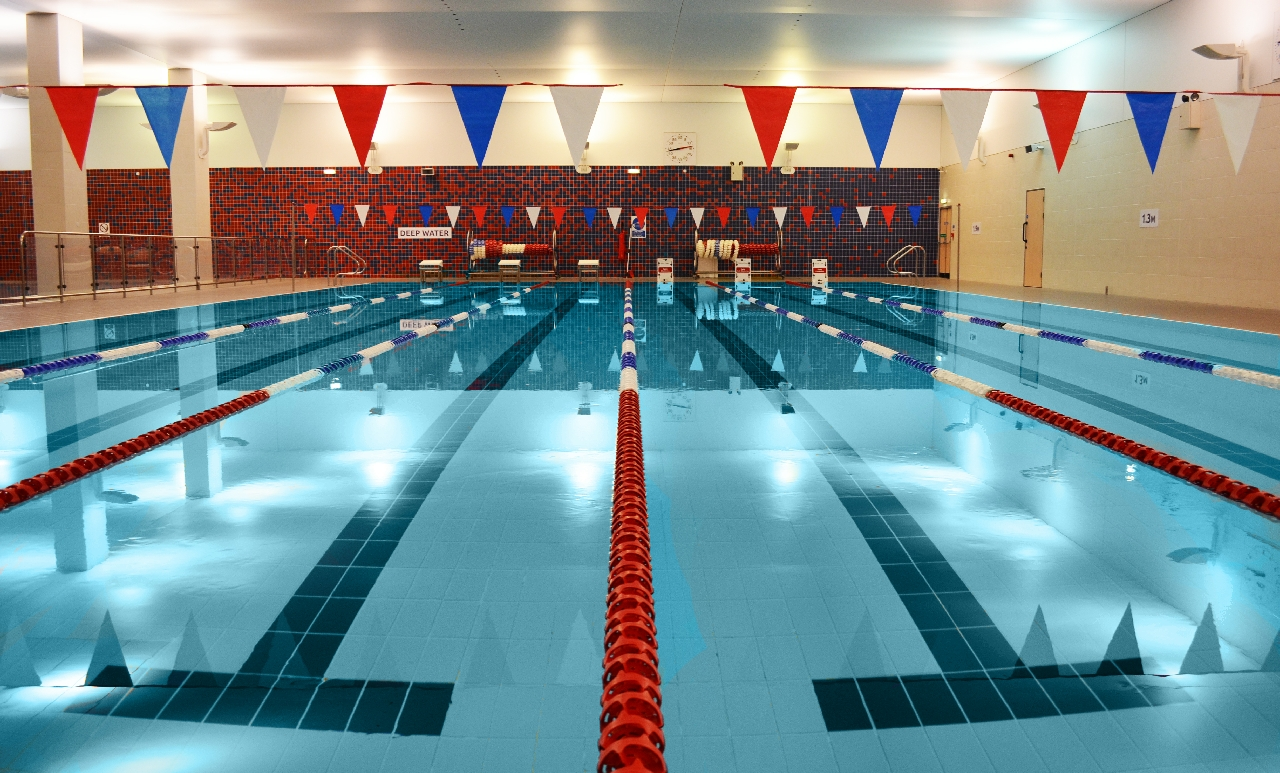
Плавательный бассейн

Пла́вательный бассе́йн — гидротехническое сооружение, предназначенное для занятий водными видами спорта, такими как плавание, прыжки в воду, подводный спорт, водное поло, подводное регби, синхронное плавание и прочие.

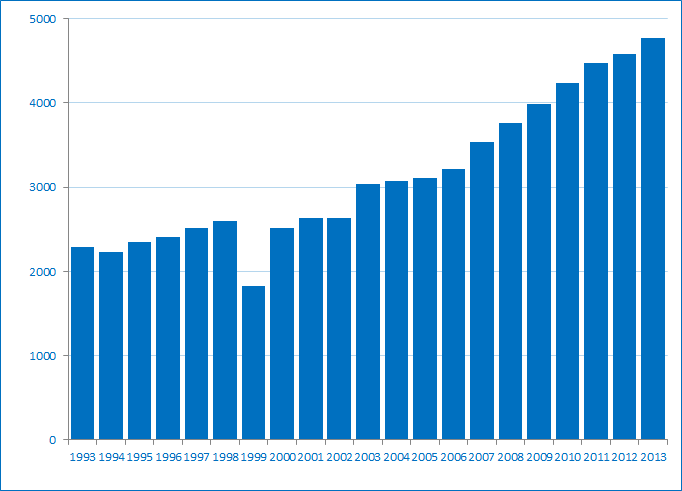
Количество плавательных бассейнов в России в 1993—2013 гг.

## История
«Большая ванна» на месте Мохенджо-даро в современном Пакистане, вероятно, была первым бассейном, вырытым в 3-м тысячелетии до нашей эры. Этот бассейн размером 12 на 7 метров облицован кирпичом и покрыт смолистым герметиком. 
Древние греки и римляне строили искусственные бассейны для спортивных тренировок в палестрах, для морских игр и военных учений. У римских императоров были частные плавательные бассейны, в которых также содержалась рыба, поэтому одним из латинских названий бассейна было piscina («рыбный пруд»).
Первый бассейн с подогревом был построен Гаем Меценатом в его садах на Эсквилинском холме в Риме, вероятно, между 38 и 8 годами до нашей эры. Гай Меценат был богатым советником императора Августа и считался одним из первых меценатов.
Древние сингальцы построили пары бассейнов под названием «Куттам Покуна» в королевстве Анурадхапура (Шри-Ланка), в 4 веке до нашей эры. Они были украшены лестничными маршами, панкалами или кувшинами, а также узорами.
Бассейны стали популярными в Британии в середине 19 века. Уже в 1837 году в Лондоне (Англия), существовало шесть крытых бассейнов с досками для дайвинга. Мейдстонский плавательный клуб в Мейдстоне (Кент) считается самым старым сохранившимся плавательным клубом в Великобритании. Он был образован в 1844 году в ответ на озабоченность по поводу большого числа утонувших в реке Медуэй, при том, что потенциальные спасатели часто тонули, так как сами не могли хорошо плавать. Первоначально клуб плавал на реке Медуэй и проводил гонки, соревнования по дайвингу и матчи по водному поло. Юго-восточный вестник (The South East Gazette) за июль 1844 года сообщил о водном завтраке: кофе и печенье подавались на плавучем плоту в реке. Кофе держали горячим на костре; членам клуба приходилось одновременно пить воду и кофе. Последние пловцы смогли опрокинуть плот, развлекая 150 зрителей. Ассоциация любительского плавания была основана в 1869 году в Англии, а Оксфордский плавательный клуб в 1909 году. В 1939 году Оксфорд создал свой первый крупный общественный крытый бассейн в Темпл Коули.
Современные Олимпийские игры начались в 1896 году и включали в себя соревнования по плаванию, после чего популярность плавательных бассейнов начала расти. В США клуб Racquet Club of Philadelphia (1907) может похвастаться одним из первых в мире современных надземных плавательных бассейнов. В 1906 году на океанском лайнере White Star Line был установлен первый подобный бассейн. Самый старый известный общественный бассейн в Америке, Underwood бассейн, расположен в Белмонте (штат Массачусетс). Интерес к соревновательному плаванию возрос после Первой мировой войны. Улучшились стандарты, а обучение стало необходимым. После Второй мировой войны стали популярными домашние плавательные бассейны. В некоторых малых странах процветает индустрия плавательных бассейнов. Двухэтажное белое бетонное здание плавательного бассейна, построенное в 1959 году в Военном колледже Королевских дорог, находится в Реестре исторических мест Канады.

## Общее описание
Делятся на:

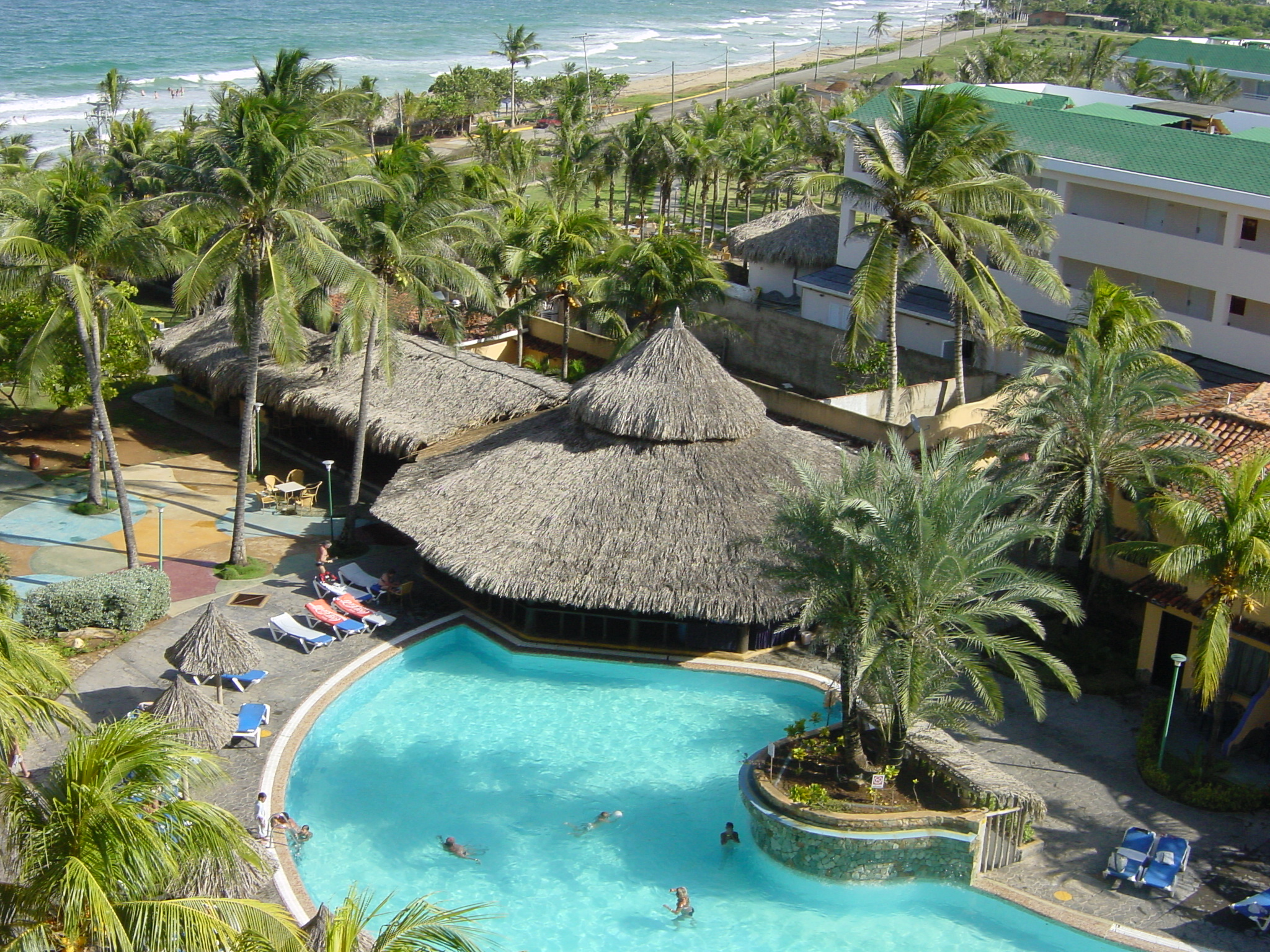
открытый бассейн

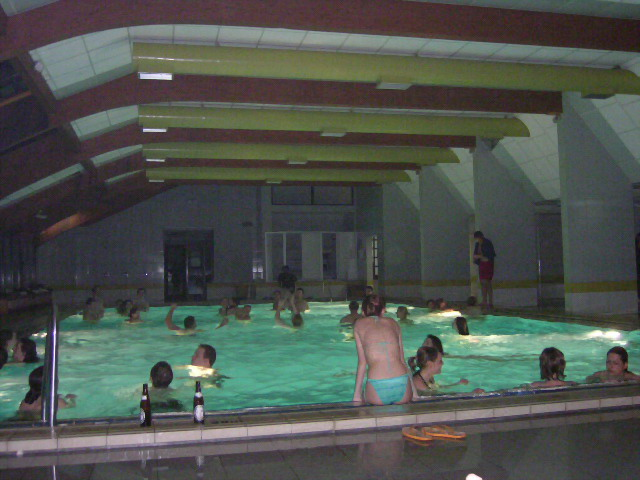
закрытый бассейн

- Открытые — в которых одна или несколько ванн находятся под открытым небом
- Закрытые — в которых ванны находятся в помещении.

а также:
- Летние
- Круглогодичные

Обычный размер ванн в плавательном бассейне — 25 или 50 метров. Количество дорожек обычно бывает от 5 до 10. По центру каждой дорожки на дне, а также на торцах ванны делается разметка для того, чтобы пловцам легче было плыть без отклонений от прямолинейного курса. Поперёк ванны на расстоянии 5 м от начала и конца подвешиваются два шнура с флажками, они нужны пловцам на спине — чтобы видеть близость стенки и подготовиться к повороту. На расстоянии 15 м от старта поперёк бассейна подвешивается шнур, который падает на воду при фальстарте и останавливает участников. Перед каждой дорожкой в начале и конце бассейна расположены стартовые тумбочки, с них прыгают в воду при старте пловцы кролем, брассом и баттерфляем. На тумбочках имеются рукоятки, за которые держатся пловцы на спине перед стартом. Детские бассейны могут быть любой формы и обычно неглубоки.

## Характеристика и классификация бассейнов
Бассейны классифицируются по следующим признакам:
- по назначению;
- по размерам;
- по оборудованию;
- по характеру эксплуатации;
- по материалам изготовления;
- по способу забора и подачи воды.

### Классификация по назначению

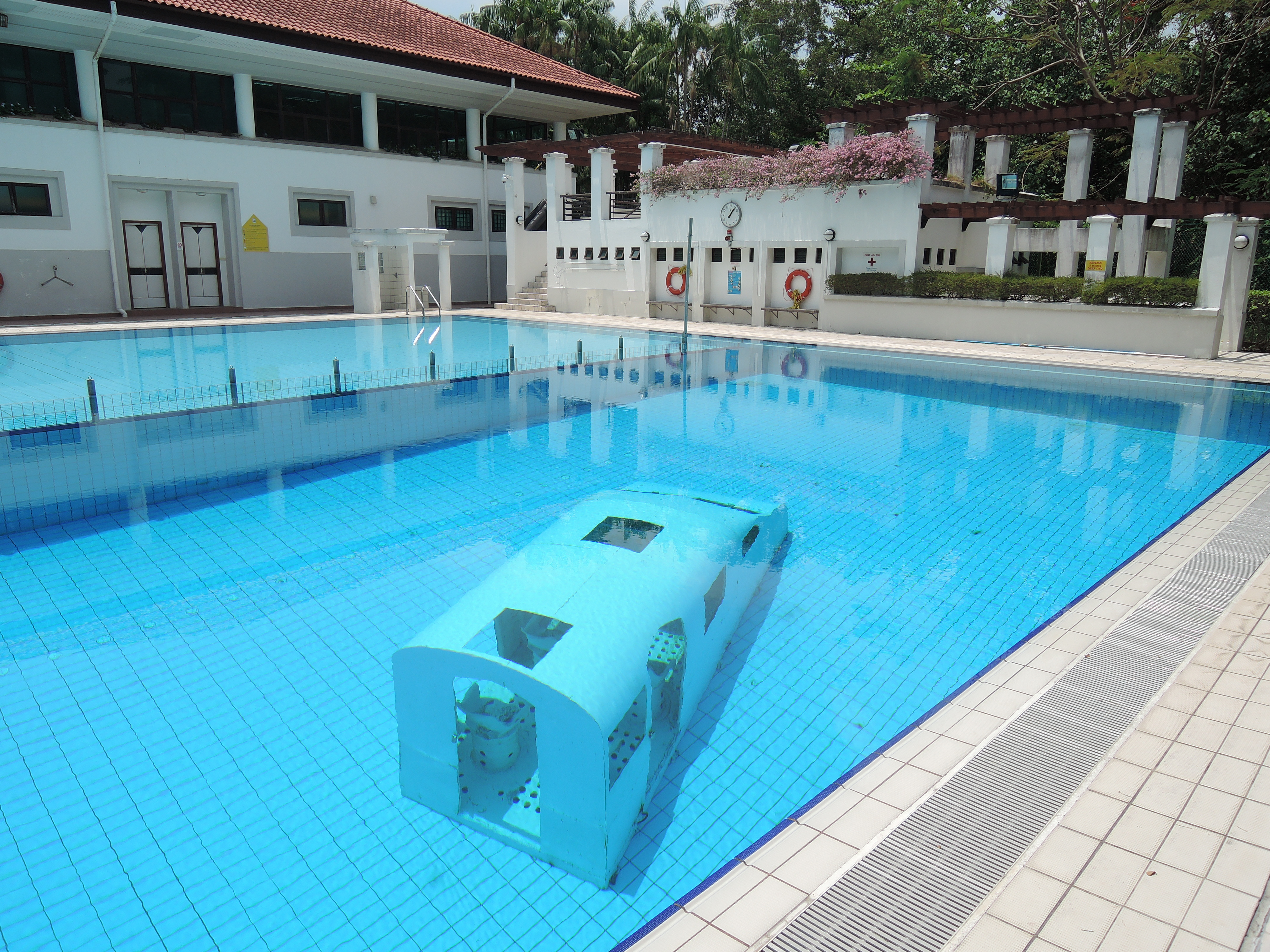
Специализированный тренировочный бассейн для подготовки к аварийному покиданию самолёта или вертолёта при их посадке на воду и затоплении

Бассейны могут быть как широкопрофильные, так и специализированные, которые имеют узкое, целенаправленное назначение: детские, прыжковые, купальные, для специальных водных и подводных тренировок.
- Спортивные бассейны предназначены для учебно-тренировочной работы, проведения соревнований, для занятий спортивных секций и организованного оздоровительного плавания.
- Купальные бассейны преследуют главным образом оздоровительные цели, связанные с обслуживанием неорганизованных разовых посетителей.
- Учебные бассейны используются как для приобщения к воде, обучения плаванию, массового купания, так и для проведения специальных (профессиональных) тренировок на воде или под водой.
- Смешанные (комбинированные) бассейны представляют собой либо объединение в одном комплексе купальни и ванн для спортивного или учебного плавания, либо включение в акваторию купального бассейна участков для учебно-тренировочной работы и обучения. Удельный вес спортивной работы в таких бассейнах незначителен, главная цель — это оздоровительное купание и отдых людей.

### Классификация по характеру эксплуатации

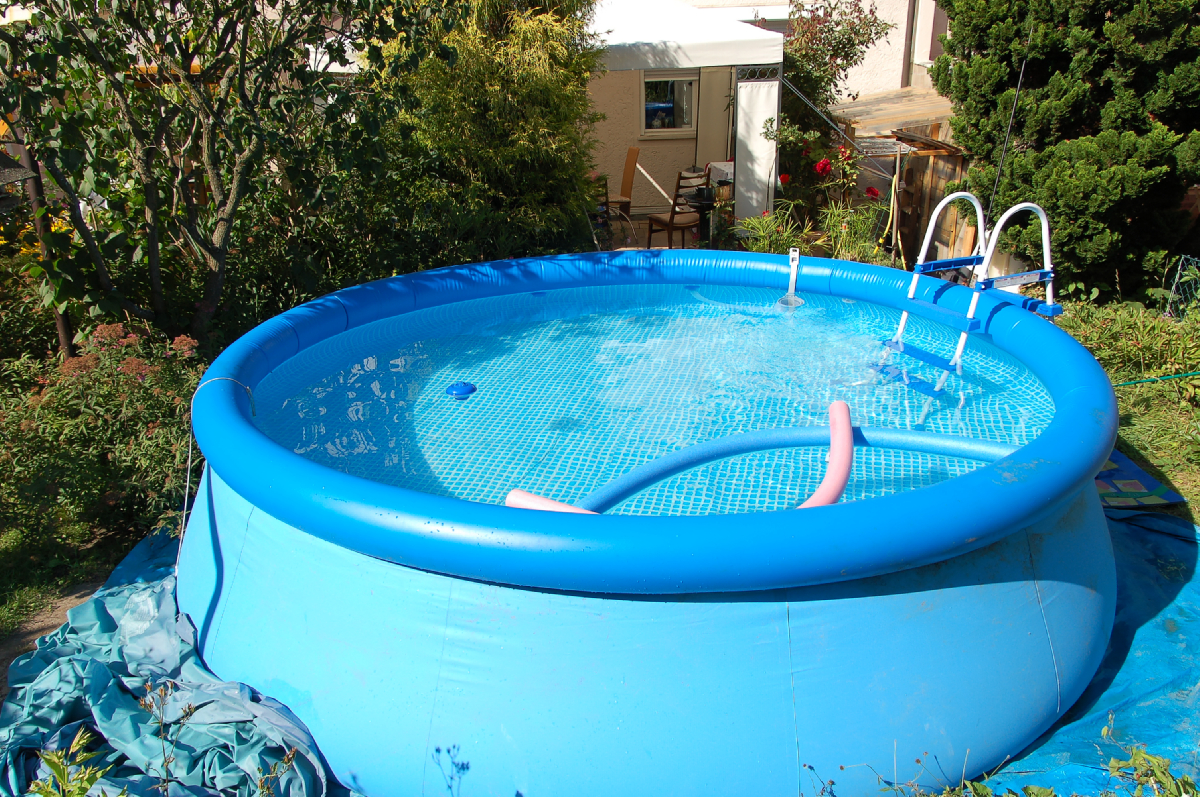
надувной бассейн

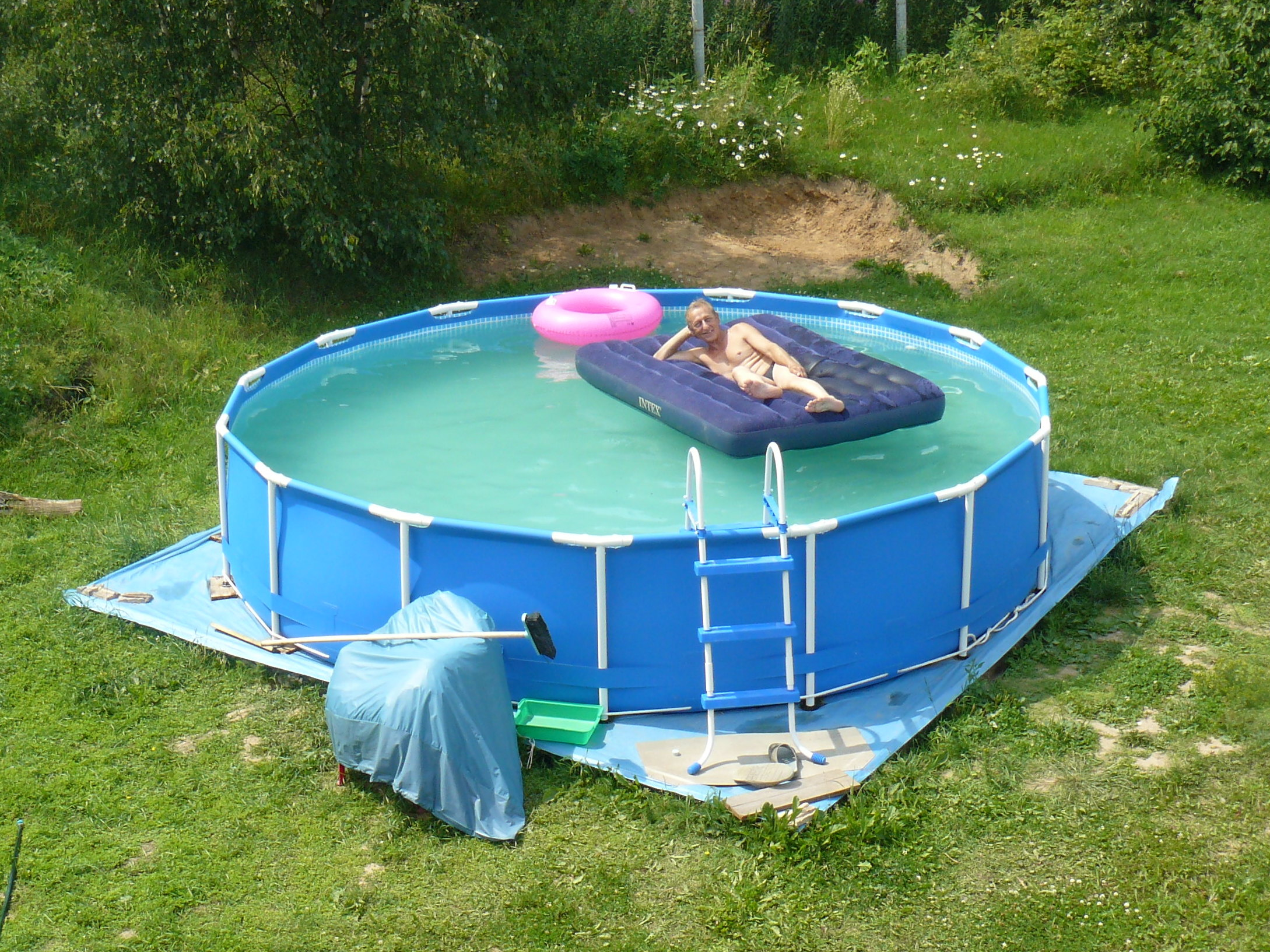
каркасный бассейн

Бассейны устраиваются на естественных водоёмах и искусственные (наливные).
Бассейны на естественных водоёмах представляют собой, как правило, простые сооружения, где на сваях или понтонах уложены ходовые мостики, выгораживающие часть акватории. Такой тип бассейна представляет собой сооружение сезонного пользования из-за краткости летнего сезона, неустойчивости метеорологических условий, помех при проведении соревнований, что крайне ограничивает возможности их эксплуатации. Поэтому они используются главным образом для массового купания, сдачи физкультурно-спортивных нормативов, обучения плаванию.
Искусственные (наливные) бассейны обладают множествами преимуществ по сравнению с бассейнами на естественных водоёмах. Прежде всего они имеют более высокую санитарно-гигиеническую культуру и стабильность эксплуатации, регламентируя качество и температуру воды. Кроме того, независимость от погоды обеспечивает их круглогодичную эксплуатацию, что особенно важно в связи с ростом интенсификации спортивных нагрузок и многочасовыми повседневными тренировками в течение всего года.

### Классификация по оборудованию

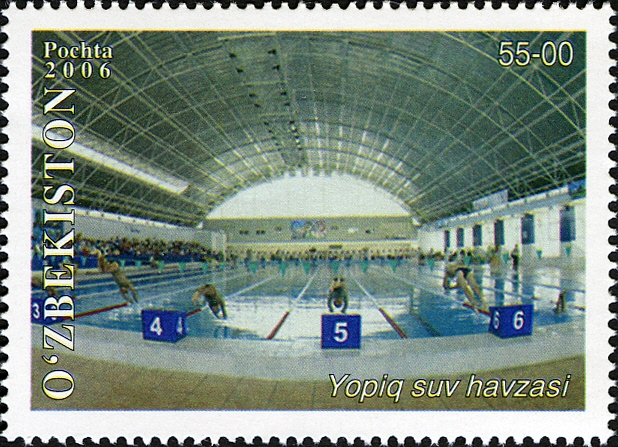
Крытый бассейн на почтовой марке Узбекистана

Искусственные бассейны подразделяются на:
- Открытый бассейн — сооружение, где основная ванна расположена на открытом воздухе. По характеру эксплуатации открытые разделяются на сезонные и круглогодичные.
- Крытый бассейн — здание, в котором ванна или несколько ванн расположены в специальных залах. Этот тип бассейна значительно долговечнее бассейнов на естественных водоёмах, а поддержание нормального их технического состояния обходится дешевле. Кроме того, они более безопасны для плавающих.
- Комплексный бассейн — включает стационарные открытые и крытые ванны, причём открытая ванна может сочетать спортивные и купальные функции. Этот тип бассейна отличается обилием функциональных возможностей, гибкостью эксплуатации в различное время года.
- Трансформирующийся бассейн — сооружение, в котором в зависимости от времени года путём трансформации ограждающих конструкций ванна может быть попеременно открытой и закрытой.
- Мобильный бассейн — представляет собой сооружение, которое можно перемещать с одной территории на другую: сборно-разборные комплексы, сборно-разборные и перевозные ванны.

### Классификация по размерам
Длина бассейнов составляет от 25 м до 50 м, ширина от 11,4 м до 25 в зависимости от количества дорожек, глубина от 1,2 м до 6 м в зависимости от назначения бассейна, ширина дорожки от 2,25 м до 2,5 м.

### Классификация по материалам ванны
- Стекловолоконные или композитные
- Бетонные
- Полипропиленовые
- Стальные (цельносварные или каркасные)

### Классификация по способу забора и подачи воды
- Переливной бассейн характеризуется тем, что вода находится на одном уровне с бортом, а забор воды из бассейна осуществляется через переливную решётку по периметру бассейна, далее вода через выпуски самотёком попадает в накопительную ёмкость, что предполагает наличие дополнительной переливной ёмкости в подвале или техническом помещении бассейна. Большинство плавательных бассейнов общественного назначения выполнены по такой схеме.
- Скиммерный отличается от переливного тем, что уровень воды находится ниже уровня борта и специальный насос забирает воду из бассейна через специальные окна в стенках бассейна, называемых скиммерами, затем вода поступает в систему: насос — система фильтрации — водонагреватель — станция химической обработки воды, далее через сопла возвращается в бассейн. На практике создание такого бассейна требует меньше затрат на строительство чаши и оборудования. Также отличительной особенностью его создания является уникальная для каждого бассейна схема подвода и забора воды[11].

## Подготовка воды
К физическим методам подготовки воды в бассейнах можно отнести подогрев, рециркуляцию, фильтрацию, а также обеззараживание. Если подогрев в первую очередь обеспечивает комфортную температуру среды бассейна, рециркуляция способствует равномерному перемешиванию воды, то в процессе фильтрации происходит непосредственная очистка воды. Для очистки воды в бассейне используются два основополагающих принципа: механическая очистка и химическое или биологическое обеззараживание.
Механическая очистка — это очистка воды от крупнодисперсных загрязнителей (пыль, мусор, отмершие микроорганизмы, волосы, частички эпидермиса) посредством мембранного, патронного, песочного или другого фильтрующего элемента. Чтобы повысить эффективность работы фильтров, загрязнения укрупняют, добавляя в воду специальные химические реагенты — коагулянт, флокулянт или с помощью флокулирующего устройства или отстойника.
Обеззараживание воды — это уничтожение биологически активных загрязнителей и продуктов жизнедеятельности (бактерии, водоросли, потожировые выделения, микрочастички кала, неизбежно остающиеся на теле человека). Для обеззараживания воды применяются различные технологии: хлорирование, озонирование, ультрафиолетовое облучение (УФО), электролиз и другие менее распространённые методы. Хлорирование воды — наиболее распространенный и надёжный способ обеззараживания, в отличие от других методов, обрабатывает не только воду, но и поверхности самого бассейна, заключается он в добавлении небольшого количества гипохлорита натрия в воду, даже в небольших концентрациях это вещество угнетает жизнедеятельность микроорганизмов и предотвращает цветение воды в бассейне. Озонирование, электролиз и ультрафиолет способны обрабатывать воду, проходящую непосредственно через прибор обеззараживания, и в этом случае поверхности бассейна остаются фактором риска.
В России хоть в какой-то степени хлорируется вода в любом бассейне, поскольку этого требуют принятые санитарные нормы. Даже в бассейны с так называемой морской водой добавляется гипохлорит натрия, пусть и в крайне небольших количествах, его достаточно для обеззараживания воды и предотвращения её цветения.
Ранее хлорирование воды осуществлялось путём непосредственного добавления газообразного хлора в воду. Так как хлор является крайне токсичным веществом, сейчас используется более безопасный метод. Сейчас хлор добавляется в воду в химически связанном виде, чаще всего используется гипохлорит натрия в жидком виде или химпрепараты на основе хлор-изоциануратов в твёрдом виде. В воде происходит постепенное разрушение гипохлорита с высвобождением свободного хлора, который и оказывает бактерицидное действие.
Существует метод по снижению расхода гипохлорита натрия с помощью флокулирующего устройства, которое вызывает более активное высвобождение свободного хлора — для достижения заданного значения содержания свободного хлора в воде расходуется меньше реагентов, соответственно снижается уровень хлороформа и тригалометанов (соединений хлора, которые, по последним исследованиям, способны вызвать тяжёлые заболевания, в том числе и рак).
При озонировании используется пропуск воздуха, насыщенного озоном, через воду в отдельном аппарате. Воздух нагнетается воздушными компрессорами через генераторы озона (работает он на основе коронного разряда в воздухе на решётках с шипами), после чего поступает в эжектор, где смешивается с водой. После обработки вода проходит через каталитический аппарат, в котором находится вещество, катализирующее распад озона. Вода должна возвращаться в бассейн уже не содержащей озон, поскольку он ядовит для человека.

## Простейшие сооружения для плавания
Для младших школьников и для тех, кто не умеет плавать, предлагаются Доски, а также устанавливаются небольшие ограждения вдоль зоны плавания: вдоль берега — 12—20 м, от берега — 6—8 м (так называемые «лягушатники»). Специальные помещения для хранения одежды здесь не обязательны: ребята могут переодеться заблаговременно в основных помещениях. Буями служат футбольные камеры, расположенные на расстоянии 150—180 см друг от друга. Камеры соединены шнуром или верёвкой, на которую нанизаны деревянные цилиндры, окрашенные в яркий цвет.
Для того чтобы устройство не было снесено течением реки или самими ребятами во время купания, к угловым креплениям прикреплён груз (камень, кусок металла). У берега конструкция закреплена кольями или шестами. Наплавное ограждение легко снимается и быстро демонтируется, что очень удобно.
Глубина зоны плавания не должна превышать 0,7 м. Там, где глубина больше, буи используются не только как оградительная линия, но и как спасательное средство. Они сделаны из автомобильных камер и деревянных брусков небольшого сечения, обладают хорошей плавучестью. К буям крепится верёвка ограждения. Окраска должна быть яркой — например красно-белой.
Малый бассейн упрощённой конструкции с четырьмя дорожками для заплыва с длиной дорожки — 25 м, и шириной — 2,25 м. Его можно расположить недалеко от берега, на глубине не менее 1,5 м. Ограждение дорожек делают из деревянных жердей толщиной 8 см, соединённых верёвкой или мягкой проволокой.
Ширина стартового мостика — 3 м, длина зависит от количества стартовых тумбочек, которое должно соответствовать количеству дорожек, располагающихся по течению реки. Размер тумбочки — 50 на 50 см. Высота её переднего края (над уровнем воды) — 75 см, уклон в сторону воды — 150 см.
Стартовый мостик соединён с берегом дощатым трапом и представляет собой деревянный настил, опирающийся на сваи вбитые в грунт. Помост с лицевой стороны обшит досками (тёсом). На вертикальных щитах обшивки выпилены прорези для захвата руками, когда пловцы стартуют на спине (их размеры: длина — 50 см, высота — 12—15 см).
Для выхода из воды и подъёма на мостик используют лестницу. Материалы для её изготовления: доски, рейки, проволока и скобы, с помощью которых две вертикальные несущие доски крепятся к протокам помоста. С противоположной стороны бассейн замыкает поворотный щит. Он выступает над поверхностью воды на 20 см, заглубление под водой — не менее 100 см. Стойки несущей конструкции закреплены в дне. Для прыжков в воду нетрудно соорудить трамплин (помост) или вышку. В зависимости от возраста и подготовленности детей высота трамплина и глубина реки в месте прыжков могут меняться. Чтобы повысить надёжность и устойчивость конструкции, её можно прикрепить проволокой к стволу дерева. Для игр и развлечений на воде можно изготовить интересные конструкции и приспособления. Для того, чтобы сделать катамаран, нужно соединить два бревна длиной 150—180 см тремя поперечными брёвнами, выдолбив на одном из них место для сидения. Вёсла выстругивают из толстых досок. Другой тип весла — плавающий. Стержень его имеет длину 1,5 — 2 м, лопатки сделаны из тонкой доски или фанеры, пропитанной водонепроницаемым составом, школьник ныряет в воду и, взявшись за весло справа, начинает грести.

## Бассейны для Олимпийских игр и чемпионатов мира

Размеры ванны бассейна для ОИ и ЧМ

Согласно правилам ФИНА, ванны таких бассейнов должны быть 50 метров (25 метров для соревнований «на короткой воде») в длину и 25 метров в ширину, глубина — не менее двух метров. По ширине ванна разбита на восемь дорожек по 2,5 метра, а перед первой и после восьмой дорожки — ещё по одной 2,5-метровой полосе. Все эти 10 полос отделяются друг от друга девятью разделительными гирляндами из поплавков диаметром 5—15 см. Первые и последние 5 метров каждой из них состоят из поплавков красного цвета. Остальное пространство заполнено поплавками зелёного цвета для 1 и 8 дорожек, синего цвета для 2, 3, 6 и 7 дорожек и жёлтого цвета для 4 и 5 дорожек.
Температура воды должна быть 25—29 °C, а освещённость на всём протяжении ванны — не менее 1500 люкс.

## Необычные бассейны
- Бесконечный бассейн — бассейн, край которого уходит прямо в океан или сливается с горизонтом, создавая иллюзию бесконечности; их границы искусно вписываются в окружающую среду и природный ландшафт. Идея таких бассейнов зародилась во Франции — они использовались при возведении знаменитых версальских фонтанов. Такие бассейны могут позволить себе только самые дорогие курорты и отели мира, так как их строительство довольно дорогостоящее[15].
- Alfonso del Mar — курорт в Чили. Примечателен тем, что там находится самый большой бассейн в мире. Площадь бассейна 8 га. Длина 1 километр. Объём — 250 тысяч кубометров.
- Y-40 Deep Joy — самый глубокий в мире крытый плавательный бассейн (Италия), для многоцелевого обучения подводному плаванию. Его глубина достигает 42,15 м.
- Deep Dive Dubai — 60-метровый бассейн для дайвинга в Дубае, вмещающий в себе 14 000 000 литров воды, это самый глубокий бассейн в мире, похожий на затонувший город[16].